# François Alain
Pour les articles homonymes, voir Alain.
François Alain est un ingénieur des mines français qui fut conseiller étranger au Japon durant l'ère Meiji.
Il signe un contrat avec le ministère japonais des Travaux publics le 26 décembre 1871 et arrive au Japon le 24 mars 1872. Il travaille en tant qu'ingénieur conseiller à la mine d'argent d'Ikuno. Il arrête ce travail en février 1873 et quitte le Japon le 18 mars 1873.